# Jean Schlumberger (juvelerare)
Jean Schlumberger, född 24 juni 1907 i Mulhouse, död 29 augusti 1987 i Paris, var en fransk (elsassisk) smyckekonstnär. Speciellt känd för sina arbeten hos juvelfirman Tiffany & Co i New York.

## Biografi
Schlumberger föddes i Mulhouse, Frankrike i en familj som var involverad i textiltillverkning. Han skissade ständigt under sin ungdom, men hans föräldrar försökte avråda honom från konstnärliga intresse genom att vägra låta honom få en formell utbildning. 
Schlumberger började sin karriär genom att skapa knappar för Elsa Schiaparelli på 1930-talet. Schiaparelli ger honom senare i uppdrag att utforma kostymsmycken för modehuset. Några av hans kunder under den här tiden är Daisy Fellowes (1890-1962), arvtagerska till Singer symaskiner och prinsessan Marina av Grekland (1906-1968).
Under andra världskriget var Schlumberger inkallad i den franska armén och får 1940 tillfälle att räddas vid operationen vid Dunkerque. Han ansluter 1941 till general Charles de Gaulles fria franska styrkor i London. 1943 åker han till Libanon med sin här.
Efter kriget kommer Schlumberger till New York och började att designa kläder för modehuset Chez Ninon. 1946 öppnade han en egen smyckesalong i New York med sin affärspartner Nicolas Bongard (1908-2000).

## Karriär hos Tiffany & Co 1956-1987

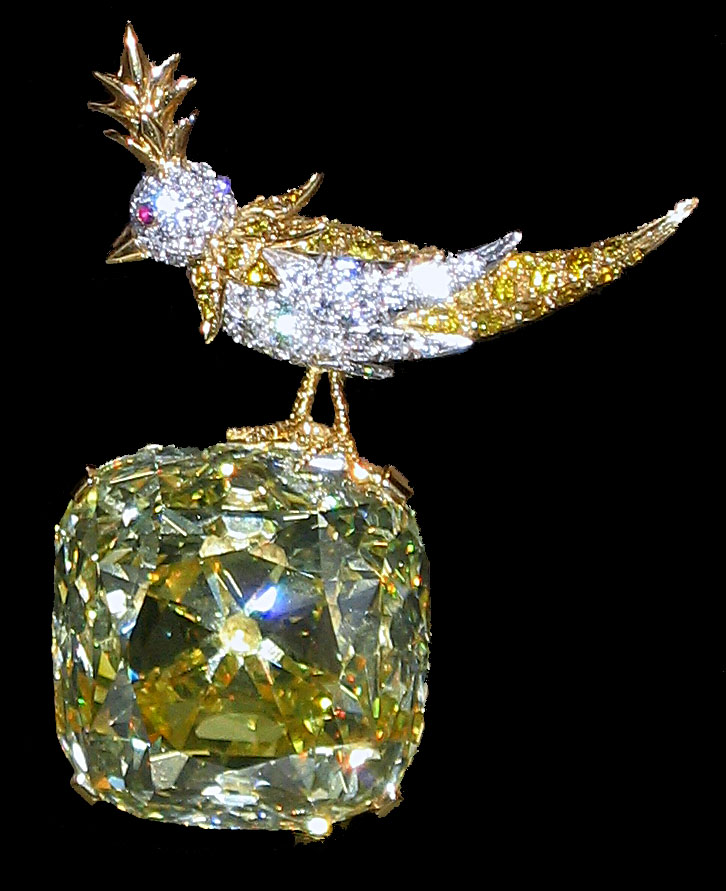
Broschen "Fåglen på klippan" med den berömda gula Tiffanydiamanten.

År 1956 blev Schlumberger tillfrågad av Tiffany & Co vd, Walter Hoving att börja designa smycken för företaget. Han fick en egen verkstad hos företaget som han använde fram till sin pensionering i slutet av 1970 och blev också så småningom vice direktör.
Schlumbergers design hos Tiffany & Co blev kända för sina särpräglade, exklusiva smycken, tätt besatta med kostbara ädelstenar. Schlumberger gjorde ofta nyckfulla tolkningar av naturens former. Han inspirerades framför allt av sjöhästar, fiskar, maneter, snäckor, blad, bär, blommor, fjärilar och fåglar.
Moderedaktören och vännen Diana Vreeland skrev att Schlumberger; "uppskattar miraklen som finns i ädelstenar. För honom är metoder och medel ett sätt för att förverkliga sina drömmar".
Han byggde snabbt upp en imponerande kundkrets som bestod av John F. Kennedy, hertiginnan av Windsor, Babe Paley, Greta Garbo, Rachel Lambert Mellon, CZ Guest, Gloria Guinness, Françoise de la Renta, Lyn Revson, Gloria Vanderbilt, Elizabeth Taylor och Audrey Hepburn. Jacqueline Kennedy hade så många av Schlumberger armband att pressen döpte dem till "Jackie-armbanden".
Han var en mycket god vän med modeskaparen Cristóbal Balenciaga, inredningsarkitekten och designern Emilio Terry, redaktören Diana Vreeland och modeskaparen Hubert de Givenchy.
En av de mest kända juvelföremålen som Schlumberger skapade var monteringen för den berömda gula Tiffanydiamanten, som finns uställd hos Tiffany & Co huvudbutik i New York sedan 1879. Föremålet är en brosch med titeln "Fågeln på klippan". Diamanten är på 128,54 karat (25,71 gram).
Broschen är ett utmärkt exempel på Schlumbergers lekfulla design.
Schlumberger dog i Paris och är begraven på ön Isola di San Michele nära Venedig . 
Schlumberger är en av endast fyra smyckekonstnärer hos Tiffany & Co som har fått signera sina arbeten, de andra är Paloma Picasso, Elsa Peretti och Frank Gehry.